# Jon Bienzobas
Jon Bienzobas Arretxe, alias Karaka (Bilbao, 10 de noviembre de 1969) es un dirigente y miembro de la organización terrorista española ETA, condenado en Francia y España por diversos crímenes, entre ellos el asesinato en 1996 de quien había sido presidente del Tribunal Constitucional de España, el magistrado y profesor Francisco Tomás y Valiente.

## Biografía
Nacido en Bilbao, aunque se crio en el barrio de Aperribai, en Galdácano, a Jon Bienzobas se le sitúa en el entorno de ETA a finales de los años 1980, como miembro del comando Vizcaya al mando de José Luis Martín Carmona, alias Koldo.
El 10 de junio de 1990, Jon Bienzobas asesinó de tres disparos en la cabeza al trabajador de Iberduero Rafael San Sebastián Flechoso,  mientras desayunaba en una cafetería de Guecho. Consiguió huir de una operación policial en agosto de ese mismo año y salir de España; al año siguiente también escapó de una operación antiterrorista de la Ertzaintza que desarticuló el comando Vizcaya y en la que fueron detenidos varios integrantes del mismo y murió en un tiroteo el miembro de ETA Juan María Ormazabal. Bienzobas huyó a Francia junto con el jefe del comando, Koldo Carmona.
Regresó a España en fecha sin precisar para integrarse en el comando Madrid. El 25 de enero de 1994 participó en el atentado con coche-bomba parcialmente frustrado —falló en el objetivo— contra un microbús del Ejército del Aire en Madrid donde viajaban once personas y se produjeron numerosos heridos. En 1996 se dictó una orden de búsqueda y captura contra Bienzobas por su presunta participación en el asesinato en Córdoba del militar Miguel Ángel Ayllón, por el que fueron detenidos y condenados después otros miembros de ETA: Asier Ormazabal Liceaga, Mikel Azurmendi Peñagaricano y Maite Pedrosa. El 14 de febrero del mismo año, Bienzobas entró en el despacho que el profesor y expresidente del Tribunal Constitucional Francisco Tomás y Valiente ocupaba en la Universidad Autónoma de Madrid y lo mató de tres disparos a bocajarro.
En 1999 fue detenido en la localidad francesa de Pau tras el robo de ocho toneladas de dinamita en Plévin delito por el que fue procesado y condenado en 2005 por el Tribunal Especial de lo Criminal de París a 18 años de prisión. Mientras cumplía prisión en Francia fue extraditado temporalmente a España en 2006 para ser juzgado por cuatro delitos. En 2007 la Audiencia Nacional de España lo condenó a 30 años de prisión por el asesinato, en 1990, del trabajador Rafael San Sebastián Flechoso, a otros 30 años por el del jurista Francisco Tomás y Valiente, a 20 años por los delitos de depósito de armas de guerra y tenencia de explosivos y a 186 años por el atentado parcialmente frustrado contra el microbús militar en 1994. Tras ser juzgado en España regresó a Francia, donde concluyó la pena en prisión impuesta por los tribunales franceses en enero de 2018, momento en que fue entregado a España para cumplir los 266 años de condena que tenía pendientes de la justicia española.